# Xã Harlem, Quận Winnebago, Illinois
Xã Harlem (tiếng Anh: Harlem Township) là một xã thuộc quận Winnebago, tiểu bang Illinois, Hoa Kỳ. Năm 2010, dân số của xã này là 40.158 người.